# 千疋大橋
千疋大橋（せんびきおおはし）は、岐阜県関市の長良川にかかる県道（岐阜県道79号関本巣線）の橋である。

## 概要
- 供用開始：1960年（昭和35年）
- 延長： 190.0m
- 幅員： 7.5m

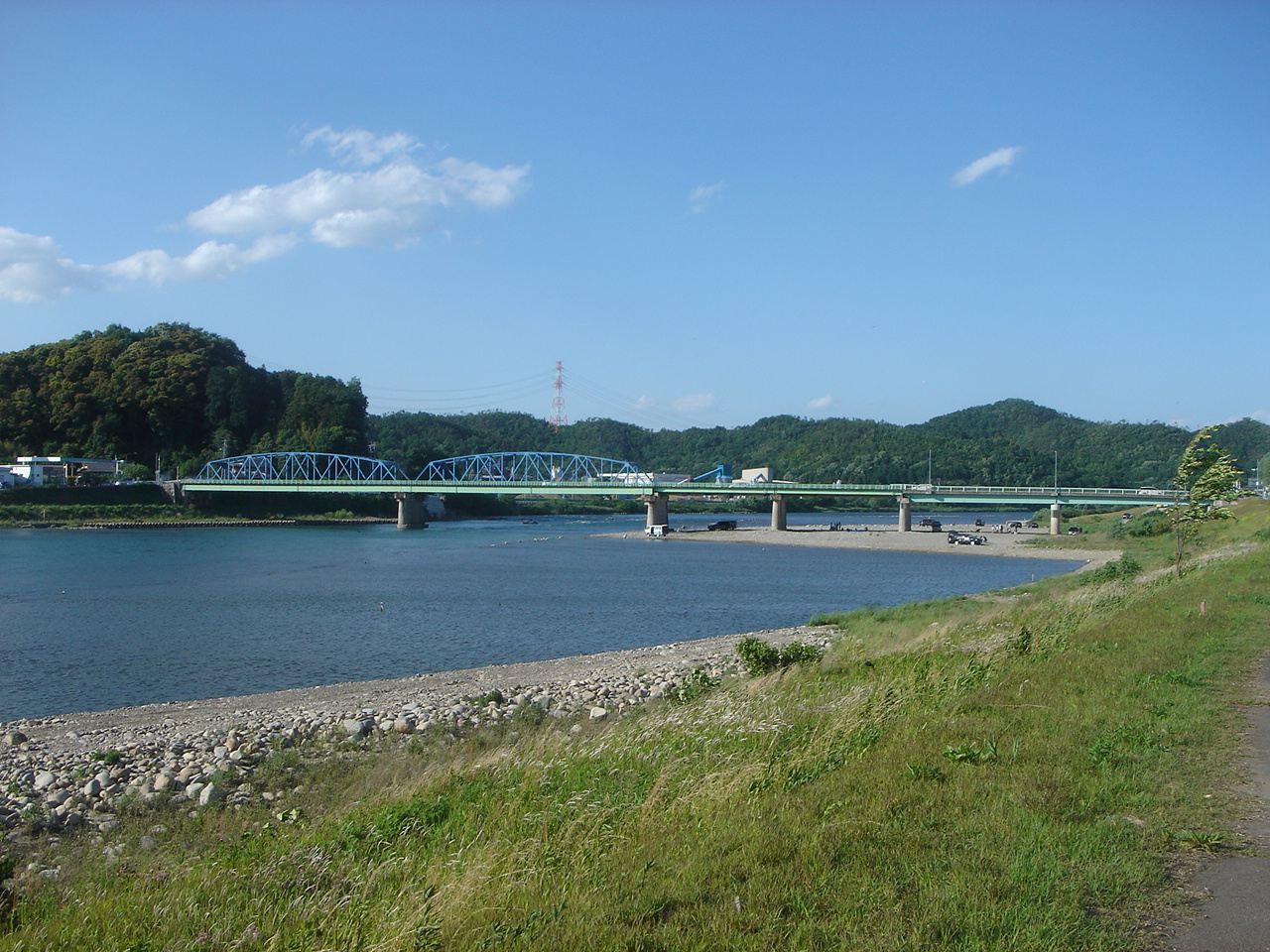
南側(下流)より2007年に撮影

- 橋梁形式：鋼トラス橋（北側）、桁橋（南側）
- 所在地：岐阜県関市小屋名 - 関市千疋

## その他
- 長良川は関市千疋（千疋大橋の下流約800m付近）で、西側の本流の長良川と東側の支流の今川に分流する。本流の長良川が岐阜市と関市の境となる。
- 長良川本流と今川に挟まれた島は「保戸島」といい、地名では関市戸田、側島、保明に該当する。